# Erwin Papperitz
Johannes Erwin Papperitz (Dresden, 17 de maio de 1857 — Bad Kissingen, 5 de agosto de 1938) foi um matemático alemão.
Trabalhou principalmente com análise complexa e geometria descritiva.

## Obras
- Über verwandte s-Functionen, Mathematische Annalen 25 (1884) S. 212-221, 26 (1885) S. 97-105
- Untersuchungen über die algebraischen Transformationen der hypergeometrischen Funktionen, Mathematische Annalen 27 (1886) S. 312-357
- com Karl Rohn: Lehrbuch der Darstellenden Geometrie, 2 Bände, Leipzig 1893, 1896